# جون كينغ (مغني)
جون كينغ (بالإنجليزية: John King)‏ هو مغني وكاتب أغاني أمريكي، ولد في 30 ديسمبر 1988 في ديمورست في الولايات المتحدة.

## وصلات خارجية
- جون كينغ على موقع ميوزك برينز (الإنجليزية)